# BMW F 800 GS
BMW F 800 GS je motocykl kategorie enduro, vyvinutý firmou BMW, vyráběný od roku 2008. Jeho předchůdcem byl jednoválcový model F 650 GS.

## Popis
Menší model označený F 650 GS má stejný objem motoru, ale liší se sníženým výkonem motoru na 52 kW a 75 Nm, sníženou výškou sedla o 60 mm, předním kolem 19 palců a o 6 kg nižší hmotností. Má stejně jako větší enduro BMW R 1200 GS, které ale používá pro BMW typický motor typu boxer, dělený přední světlomet a zobákovitý přední blatník. Praktické střední cestovní enduro využitelné jak pro městský provoz, tak pro delší výlety a díky dostatečnému výkonu i pro provoz po dálnici.

## Technické parametry
- Rám:
- Suchá hmotnost: 185 kg (od 2013 191 kg)
- Pohotovostní hmotnost: 207 kg (od 2013 214 kg)
- Maximální rychlost:
- Spotřeba paliva: